# خافيير مورينو
خافيير مورينو (بالإسبانية: Javi Moreno Bazán)‏ ولد بتاريخ 18 يوليو 1984 في إسبانيا، هو دراج إسباني في صنف سباق الدراجات على الطريق.

## سباقات أو مراحل فاز بها
| التاريخ        | السباق                     | المركز                                                                     |
| -------------- | -------------------------- | -------------------------------------------------------------------------- |
| 07 أبريل 2007  | جائزة ميغيل إندوراين 2007  | الثامن في التصنيف العام                                                    |
| 05 أبريل 2008  | جائزة ميغيل إندوراين 2008  | المرتبة 19 في التصنيف العام                                                |
| 21 سبتمبر 2008 | طواف إسبانيا 2008          | المرتبة 21 في التصنيف العام                                                |
| 01 يناير 2009  | فولتا أستورياس 2009        | المركز الثالث                                                              |
| 11 أبريل 2010  | كلاسيكا بريمافيرا 2010     | الخامس في التصنيف العام                                                    |
| 01 يناير 2011  | 2011 فولتا أستورياس        | الفائز في التصنيف العام                                                    |
| 02 أبريل 2011  | جائزة ميغيل إندوراين 2011  | السابع في التصنيف العام                                                    |
| 10 أبريل 2011  | كلاسيكا بريمافيرا 2011     | التاسع في التصنيف العام                                                    |
| 08 مايو 2011   | طواف كوميونيداد مدريد 2011 | المركز الثاني                                                              |
| 22 يناير 2012  | داون أندر 2012             | الثامن في التصنيف العام                                                    |
| 15 أبريل 2012  | فولتا كاستيلا ليون 2012    | الفائز في التصنيف العام، الفائز حسب تصنيف المجموعة، الفائز في ترتيب النقاط |
| 01 يناير 2013  | طواف كوميونيداد مدريد 2013 | الفائز في التصنيف العام                                                    |
| 01 يناير 2013  | 2013 فولتا أستورياس        | المركز الثالث                                                              |
| 27 يناير 2013  | داون أندر 2013             | الفائز في ترتيب التسلق، المركز الثاني                                      |
| 13 يوليو 2014  | طواف النمسا 2014           | المركز الثاني                                                              |
| 27 يناير 2018  | طواف الشارقة 2018          | الفائز في التصنيف العام                                                    |
| 13 مايو 2018   | فويلتا أرغون 2018          | الفائز في التصنيف العام                                                    |

## روابط خارجية
- خافيير مورينو على موقع الاتحاد الدولي للدراجات (الإنجليزية)
- خافيير مورينو على موقع أرشيف الدراجات (الإنجليزية)
- خافيير مورينو على موقع إحصائيات الدراجات الإحترافية (الإنجليزية)
- خافيير مورينو على موقع نسبة الدراجات (الإنجليزية)
- خافيير مورينو على موقع CycleBase (الإنجليزية)
- خافيير مورينو على موقع AS.com (الإسبانية)